# Персиянка (сорт яблони)
 «Персиянка» — раннезимний сорт яблони домашней.

## Происхождение
Зимний сорт Свердловской опытной станции садоводства получен П. А. Дибровой и Л. А. Котовым от скрещивания Персикового с Кунгурским ананасным.

## Распространение
Районирован в Уральском регионе. Как новый крупноплодный сорт распространяется в других областях Приуралья.

## Характеристика сорта
Дерево среднерослое крона овальная, с возрастом — шаровидная. Скелетные ветви редкие.
Плоды средней величины, массой 100 г. и выше. Округлые или широкоцилиндрической формы. Поверхность гладкая, с восковым налетом. Основная окраска светло-зеленая, кремовая, покровная в виде густого полосатого румянца на большей части плода с восковым налетом.
Мякоть кремоватая, сочная, крупнозернистая, как бы хрустящая, хорошего или очень хорошего кисло-сладкого вкуса.
Вкус варьирует в зависимости от климатических условий.
Созревают плоды в первой половине сентября, хранятся до февраля.

## Использование в селекции
Генотип сорта 'Персиянка' используется в селекционных программах. С его участием создан: Сорт Сеянец Персиянки